# Vila da Ponte (Sernancelhe)
Vila da Ponte es una freguesia portuguesa del concelho de Sernancelhe, con 12,71 km² de superficie y 572 habitantes (2001). Su densidad de población es de 45,0 hab/km².